# Joaquim Ernest de Brandenburg-Ansbach
Joaquim Ernest de Brandenburg-Ansbach -en alemany Joachim Ernst von Brandenburg-Ansbach- (Berlín, 22 de juny de 1583 - Ansbach, 7 de març de 1625) fou un noble alemany de la casa de Hohenzollern. Amb la mort del darrer príncep de la branca de Hohenzollern de Francònia el 1603, Joaquim Ernest heretà el marcgraviat de Brandenburg-Ansbach. Abans de la seva mort, el seu predecessor Jordi Frederic havia deixat establerta la partició de les seves possessions a la Francònia, de manera que Joaquim Ernest heretava el marcgraviat de Brandenburg-Ansbach, i el seu germà petit Cristià heretava el marcgraviat de Brandenburg-Kulmbach. Amb l'esclat dels conflictes religiosos a Alemanya, Joaquim Ernest s'arrenglerà en el bàndol dels protestants calvinistes, donant suport a la causa neerlandesa. Participà activament en la fundació de la Unió protestant, el 1608 al seu Estat. Enfront de la supremacia militar de l'emperador, la Unió protestant optà pel bàndol imperial. De manera que després de la Guerra dels Trenta Anys, dissolta la Unió protestant, els catòlics responsabilitzaren Joaquim Ernest d'aquesta guerra.

## Família
Era fill del duc de Prússia Joan Jordi II Brandenburg (1525 - 1598) i d'Elisabet d'Anhalt-Zerbst (1563 - 1607).
El 1612 es va casar amb Sofia de Solms-Laubach (1594 - 1651), filla del comte Joan Jordi I (1546 - 1600) i de Margarida de Schonburg-Glauchau (1554 - 1606). El matrimoni va tenir cinc fills:
- Sofia (1614 - 1646), casada amb Erdmann August de Brandenburg-Bayreuth (1615 - 1651)
- Frederic (1616 - 1634).
- Albert (1617 - 1617).
- Albert (1620 - 1667), casat primer amb la princesa Enriqueta Lluïsa de Württemberg-Mömpelgard (1623-1650), després amb Sofia Margarida d'Oettingen-Oettingen (1634-1664), i finalment amb la princesa Cristina de Baden-Durlach (1645-1705).
- Cristià (1623 - 1633).